# Пођо (Форли-Чезена)
Пођо (итал. Poggio) је насеље у Италији у округу Форли-Чезена, региону Емилија-Ромања.
Према процени из 2011. у насељу је живело 30 становника. Насеље се налази на надморској висини од 298 м.